# Rihanna (libro)
Rihanna: Last Girl On Earth Book es un libro fotográfico de la cantante barbadense de R&B Rihanna, en colaboración con el director artístico de Simon Henwood. Se fija para ser lanzado el 14 de septiembre de 2010. El libro será lanzado como un acompañante del  álbum Rated R. Rihanna colaboró con su fan site www.rihannadaily.com para crear el libro Rihannadaily fanbook, en el cual sus seguidores enviaban imágenes de ellos imitando a Rihanna.

## Historia
En la televisión británica por el canal de televisión 4Music, Rihanna dijo del libro, "Va a ser un libro con todas estas imágenes que la gente nunca ha visto antes. Es como un pase de backstage, como un libro de moda. Es una creación de Rated R  desde el paso uno hasta el final a lo que es ahora. De todos los pasos, cómo se creó y cómo se llegó a esto.
Rihanna empezó a colaborar con Simon Henwood en los meses previos al lanzamiento de su cuarto álbum de estudio Rated R. Henwood concibió la marca y el estilo de Rated R, que actúa como director creativo de la campaña. "Hemos hablado ampliamente durante meses antes del lanzamiento del álbum, y miró todos los aspectos de la campaña - a partir de un estilo a la etapa ideas e imágenes ", reveló Henwood en una entrevista con ArjanWrites.com. "Todo viene de la música, y este es su álbum más personal hasta la fecha - por lo que todo extraiga de ella de una manera u otra." El diseñó la "R" logotipo visto tanto en el álbum y portada del libro, el cual " es una espada de dos filos. Un lado simboliza la fuerza y la vulnerabilidad de otros. Diseñé como un objeto 3D en primer lugar que cambia de forma en la rotación como una animación - Constituye la forma de logotipo en el final del bucle. " Tomó inspiración de las canciones y la película El último hombre vivo. Henwood también concibió el aspecto de las ilustraciones del álbum, vídeos y anuncios de televisión, así como The Last Girl On Earth Tour, como en la fase del programa de diseño, vestuario y efectos visuales de fondo. El libro documenta el trabajo de Henwood para Rihanna.
El libro se titulaba originalmente Rihanna:The Last Girl On Earth, en concordancia con las influencias de Henwood y The Last Girl On Earth Tour. El título fue cambiado a Rihanna.

## Lanzamiento
El libro se fija para ser lanzado en septiembre de 2010 en dos ediciones: la normal y la edición deluxe que será una auténtica locura para sus fanes, con CD y póster exclusivo y firmado.